# Tukkurt
Tukkurt (arabsky تقرت, berberské jazyky ⵜⵓⴳⵓⵔⵜ, doslovný překlad: vstupní brána nebo brána) je město a obec (baladiyah), bývalý sultanát a hlavní město okresu Tukkurt v provincii Tukkurt v Alžírsku, postavené u oázy na Sahaře. Při sčítání lidu v roce 2008 měla obec 39 409 obyvatel, což je o 6469 obyvatel více, než v roce 1998 a roční míra růstu činila 1,8 %.
Tukkurt je známý svými datlovníky. Dříve byl obehnán vodním příkopem, který Francouzi zasypali. Bradt Travel Guides jej popisuje jako „převážně moderní město“ a „značně nezajímavé.“

## Počasí
V Tukkurtu panuje horké aridní podnebí (podle Köppenovy klasifikace podnebí Bwh) s dlouhými, velmi horkými léty a krátkými, teplými zimami. Průměrné denní maximální teploty v červnu, červenci, srpnu a září přesahují 40 °C a v červenci mohou teploty dosahovat až 45 °C. Průměrné denní minimum v létě je rovněž velmi vysoké, teploty přesahuji 26 °C a v nejteplejším měsíci běžně přesahují 29 °C. Průměrný roční úhrn srážek se pohybuje kolem 55 mm, přičemž léta jsou obzvlášť suchá.
| Tukkurt – podnebí           | Tukkurt – podnebí | Tukkurt – podnebí | Tukkurt – podnebí | Tukkurt – podnebí | Tukkurt – podnebí | Tukkurt – podnebí | Tukkurt – podnebí | Tukkurt – podnebí | Tukkurt – podnebí | Tukkurt – podnebí | Tukkurt – podnebí | Tukkurt – podnebí | Tukkurt – podnebí |
| Období                      | leden             | únor              | březen            | duben             | květen            | červen            | červenec          | srpen             | září              | říjen             | listopad          | prosinec          | rok               |
| --------------------------- | ----------------- | ----------------- | ----------------- | ----------------- | ----------------- | ----------------- | ----------------- | ----------------- | ----------------- | ----------------- | ----------------- | ----------------- | ----------------- |
| Průměrné denní maximum [°C] | 17,5              | 19,8              | 24,6              | 29,7              | 35,8              | 41,3              | 44,9              | 44,2              | 40,6              | 33,8              | 24,4              | 18,1              | 31,2              |
| Průměrné denní minimum [°C] | 5,5               | 7,9               | 11,1              | 15,7              | 19,4              | 26,5              | 27,2              | 27,2              | 24,8              | 18,8              | 12,5              | 6,3               | 16,9              |
| Průměrné srážky [mm]        | 7                 | 3                 | 10                | 7                 | 2                 | 2                 | 1                 | 2                 | 4                 | 4                 | 7                 | 9                 | 55                |
| Zdroj: World Climate Guide  |                   |                   |                   |                   |                   |                   |                   |                   |                   |                   |                   |                   |                   |

## Galerie

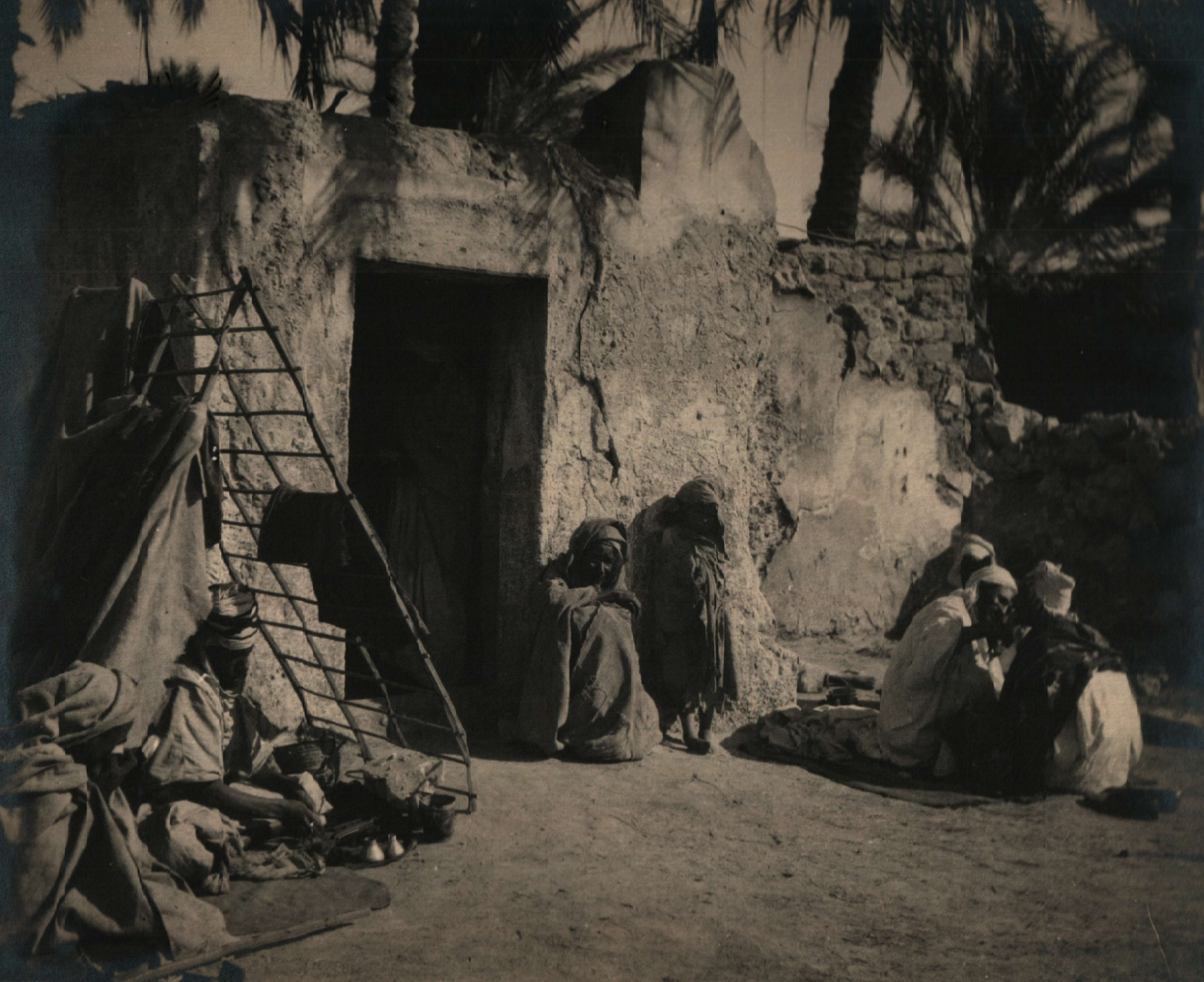
Tukkurt v lednu 1913
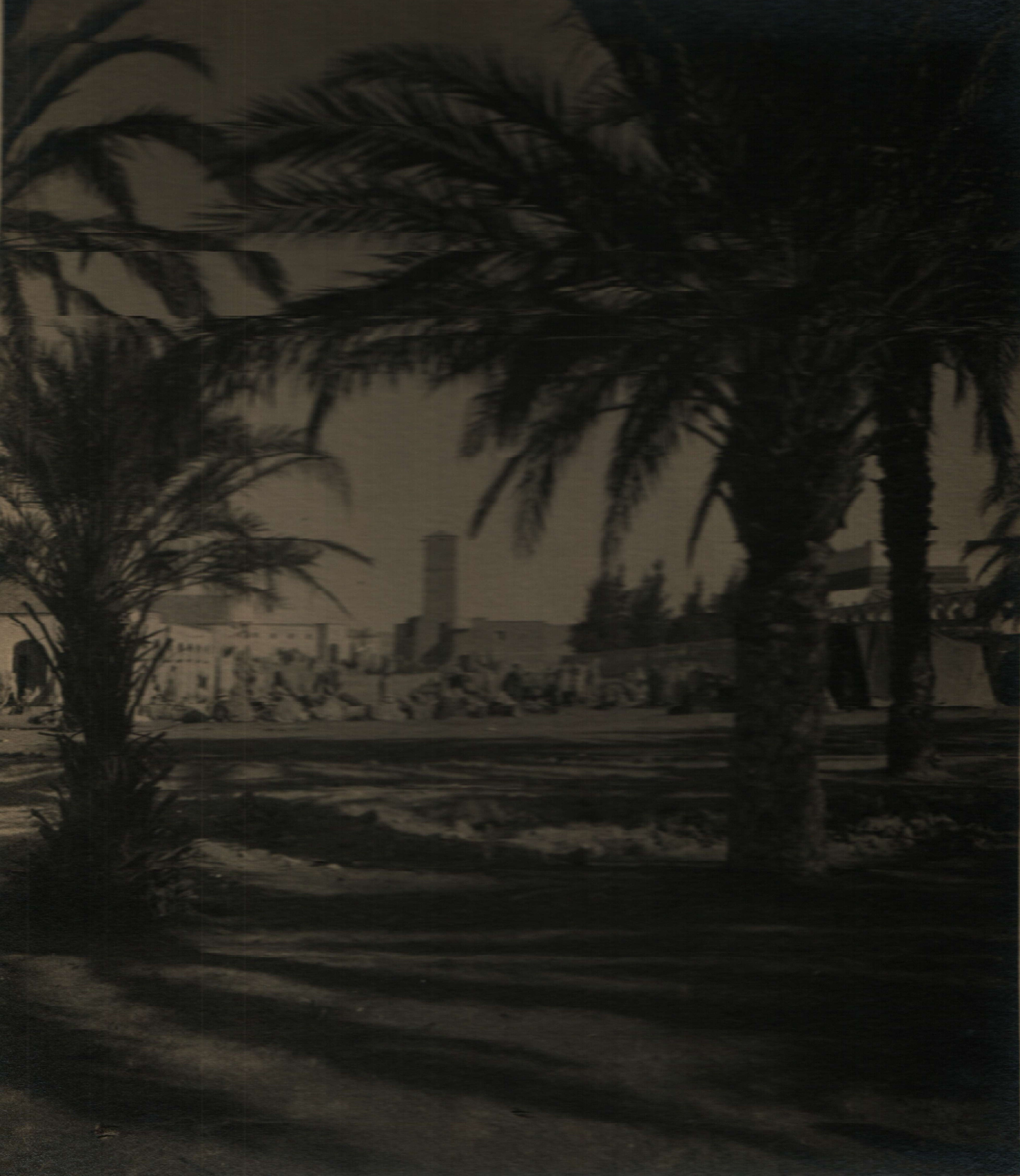
Tukkurt v lednu 1913